# Madonna Kedleston
La Madonna Kedleston è un dipinto a olio su tavola (67,5x53 cm) del Parmigianino, databile al 1529 circa e conservato nel Kimbell Art Museum di Fort Worth (Texas).

## Storia e descrizione
L'opera venne acquistata da William Kent a Firenze per conto della famiglia Curzon nel 1758. Fu Gould il primo a segnalarlo e attribuirlo a Parmigianino nel 1992. Tutta la critica successiva ha confermato l'attribuzione. Già nelle collezioni inglesi Kedleston, è stata recentemente acquistata dal museo texano, nel 1995.
Sullo sfondo di una tenda verde la Madonna è rappresentata mezza figura mentre abbraccia il Bambino, che si protende verso di lei da un cuscino rosato a destra. Fattori stilistici e compositivi fanno pensare a un lavoro del periodo bolognese dell'artista (1527-1530), quali la pennellata a tocchi veloci e nervosi, non completamente rifinita, oppure la posa del Bambino che ricorda quella visibile nella Madonna di Santa Margherita, del 1530, o ancora l'allungamento delle figure e lo spazio non definito. Ciò è compatibile anche con l'indicazione vasariana secondo cui in quel periodo Parmigianino "sparse per Bologna altri quadri di Madonne et quadri piccoli, colorati er ornatii".